# Ömsesidigt erkännande
Ömsesidigt erkännande är en allmän princip inom europeisk unionsrätt som innebär att ett beslut fattat i en medlemsstat också ska erkännas av och tillämpas i de övriga medlemsstaterna. Principen berör produktbestämmelser, examens- och utbildningsbevis samt domar och andra rättsliga avgöranden.

## Ömsesidigt erkännande av varor (Cassis de Dijon-principen)
Principen om ömsesidigt erkännande utgör en viktig del av den fria rörligheten för varor, särskilt för varor som inte direkt omfattas av unionens specifika regelverk. Principen gör gällande att det inte får finnas generella regler som hindrar varor från att spridas på den inre marknaden. En vara som lagligen tillverkas och säljs i en medlemsstat ska också få säljas i övriga medlemsstater, om inte särskilda skäl föreligger. Principen etablerades genom Cassis de Dijon-domen och kallas därför i detta sammanhang ibland även för Cassis de Dijon-principen. 2008 antog Europaparlamentet och Europeiska unionens råd en förordning som kodifierar principen i lag. Förordningen ersattes av en ny förordning 2019.

### Undantag
En medlemsstat kan fortfarande förbjuda enskilda varor om det kan motiveras utifrån artikel 36 i fördraget om Europeiska unionens funktionssätt eller med hänvisning till doktrinen om tvingande hänsyn (se Cassis de Dijón p. 14(4), som dock i sitt exemplifierande inte är uttömmande). För att en medlemsstat ska kunna motivera ett avsteg från principen om ömsesidigt erkännande i enlighet med doktrinen om tvingande hänsyn krävs dock att det föreligger en indirekt diskriminering. Det kan till exempel handla om att medlemsstatens inhemska marknad gynnas framför de andras indirekt genom att vissa krav ställs upp som medför större nackdelar för andra medlemsstater än för den egna) eller icke-diskriminering (det vill säga reglerna tillämpas lika oavsett om det rör sig om import, export eller inhemsk produktion m.m.).
I mål C-55/94 Gebhard ställer domstolen upp fyra kriterier för att doktrinen om tvingande hänsyn ska kunna rättfärdiga en nationell åtgärd:
1. åtgärden ska vara icke-diskriminerande,
2. åtgärden ska framstå som motiverad med hänsyn till doktrinen om tvingande hänsyn,
3. åtgärden ska vara ägnad att förverkliga den eftersträvade målsättningen, och
4. åtgärden ska inte gå utöver vad som är nödvändigt för att uppnå den.

Ovanstående kriterier är kumulativa, det vill säga att samtliga måste vara uppfyllda för att en hindrande åtgärd skall vara förenlig med unionsrätten. Punkterna 3 och 4 ger uttryck för den EU-rättsliga proportionalitetsprincipen.
I de fall en diskriminering är direkt, det vill säga diskriminering på grund av medborgarskap/nationalitet, kan undantag endast motiveras i enlighet med artikel 36 FEUF (se härom C-311/97 Royal Bank of Scotland).

## Ömsesidigt erkännande av examens-, utbildnings- och andra behörighetsbevis
Principen om ömsesidigt erkännande är även tillämplig vad gäller examens-, utbildnings- och andra behörighetsbevis. Enligt artikel 53.1 i fördraget om Europeiska unionens funktionssätt ska Europaparlamentet och Europeiska unionens råd utfärda direktiv i enlighet med det ordinarie lagstiftningsförfarandet med syfte att säkerställa ömsesidigt erkännande av medlemsstaterna på detta område.

## Ömsesidigt erkännande av domar och andra rättsliga avgöranden
I enlighet med artikel 67 i fördraget om Europeiska unionens funktionssätt är principen om ömsesidigt erkännande även grundläggande för det civil- och straffrättsliga samarbetet inom Europeiska unionen. I korthet går principen ut på att en dom eller annat rättsligt avgörande som utfärdats i en medlemsstat även ska erkännas av de andra medlemsstaterna. Europeisk arresteringsorder var det första beslutet som tillämpade ömsesidigt erkännande inom straffrättsligt samarbete.
Inom Schengensamarbetet erkänner medlemsstaterna även varandras beslut om avvisning och utvisning.

## Ömsesidigt erkännande av recept
I enlighet med patientrörlighetsdirektivet ska ett recept för läkemedel utfärdat i en medlemsstat som regel erkännas i övriga medlemsstater.